# 福原愛
福原 愛（ふくはら あい、1988年〈昭和63年〉11月1日 - ）は、1990年代から2010年代にかけて活躍した日本の元卓球選手。青森大学・客員准教授。Tリーグアンバサダー。株式会社J plus代表取締役。琉球アスティーダスポーツクラブ株式会社元社外取締役。株式会社omusubi代表取締役。
宮城県仙台市生まれ、身長155cm、血液型B型。マネジメントは電通完全子会社である電通スポーツパートナーズ。早稲田大学中退。2016年から2021年まで江宏傑と結婚していた。
史上初の全日本グランドスラム達成者であり、五輪2大会連続のメダリスト。ITTF世界ランキング最高位は4位（2015年10月）。段級位は7段。日本オリンピック委員会・選手強化キャンペーン・シンボルアスリート制度適用選手。
日本では幼少期からテレビなどマスメディアに頻繁に登場し、「卓球の愛ちゃん」「天才卓球少女・愛ちゃん」「泣き虫・愛ちゃん」などと呼ばれ、国際大会で活躍するようになってからは中華圏で「小愛」（シャオアイ）や「瓷娃娃」（ツーワーワー）などと呼ばれ親しまれている。
その注目度から、内閣府「災害被害を軽減する国民運動サポーター」、中国などとの間の様々な親善大使、出身地である仙台市の観光大使、CM出演なども務めてきた。
2018年10月、現役引退を表明した。

## 来歴

### 幼少期
秋田県大曲市（現・大仙市）出身の父親（当時宮城県仙台市で会社経営、2013年10月6日にすい臓がんにより逝去）と、宮城県登米郡石越町（現・登米市）出身の母親（元・卓球選手）との間に、1988年（昭和63年）11月1日に宮城県仙台市の病院にて出生。福原自身は、仙台市青葉区国見ヶ丘出身としている。「愛」という名は、出生の1年前に亡くなった祖母「愛子」からもらった。
福原は生後6か月でスイミングを始めた。10歳年上の兄が、東京在住の中国の卓球元チャンピオンに仙台に来てもらって 1-2回/月の指導を受けていたが、費用面から仙台に移住してもらって毎日指導してもらえる環境を整えた。このような環境下、母と兄の影響で、1992年（平成4年）8月13日に母からラケットをもらい、福原も卓球を始めた。すなわち、3歳9か月から卓球の英才教育を受けたが、プレイするには身長が低かったため、ゴミ箱や並べた缶詰の上に乗って高さ調整をして、平日4時間、休日8時間の練習を毎日欠かさず行った。また、週末になると栃木県の有名な卓球クラブに出向き、泊まりがけで練習した。練習を始めて数か月でミスなく100本ラリーが出来るようになり、4歳6か月で1000本ラリーが出来るようになった。卓球クラブ「仙台ジュニアクラブ」に所属した。

### 「天才卓球少女」「泣き虫愛ちゃん」の始まり
初の公式戦出場は、1993年（平成5年）6月（4歳時）に開催された「宮城県小学生卓球選手権大会」であり、同大会で優勝、全国大会の同クラスでもベスト16に入った。公式戦中に泣き顔を見せたのはこの4歳のときだけである。マスコミは、幼稚園生が小学生のクラスで快進撃を続ける姿に注目し、「天才卓球少女」と報道した。これ以降、行く先々にマスコミが集まるようになるが（4歳でテレビでの初インタビューを受けた）、天真爛漫に振舞う福原はテレビでもしばしば取り上げられ「卓球の愛ちゃん」として知られるようになり、また、厳しい練習にも泣きながら耐える姿や、試合中に不利になり始めると泣き出す姿から「泣き虫・愛ちゃん」とも呼ばれるようになって、一躍国民的アイドルとなった。
同年12月10日放送のフジテレビ「第2回 明石家さんまのスポーツするぞ!大放送」に出演。すると、番組内での対戦で明石家さんま（当時38歳）が福原（当時5歳）を泣かせた。デーモン小暮との対戦でも泣かされた。
1994年（平成6年）になると卓球専門誌「卓球レポート」の表紙に4月号で初登場し、同年5月には社会人リーグの大会（鹿児島県）、同年6月には社会人の全日本実業団卓球選手権大会（大阪府） に呼ばれてエキシビションマッチでプレーするなど、本来の卓球界においても全国各地に呼ばれる人気者となった。選手として2度目の全国大会に出場すると、個別にマスコミ対応していては福原の負担になるため初めて共同記者会見が開かれ、5歳10か月の幼稚園生ながら全日本選手権バンビの部（小2以下）において、史上最年少で優勝した。
同年12月にはウッチャンナンチャンの南原清隆が「泣いた瞬間の愛ちゃんと記念撮影を撮る」という企画で福原と対戦して泣かせた。「初泣き!初打ち! お正月の愛ちゃん!! 八丈島で（秘）特訓」でも母との1000本ラリーが完遂しなかったため、泣きながら再度ラリーを続ける姿が放送された。
すなわち、公式戦では4歳時にしか泣いていない が、後に福原が「泣くまで撮影が続けられた」と語った ように、長年『あっぱれさんま大先生』に出演し子役の扱い方を知っているはずの明石家さんまが泣かし、南原は泣かすことを公言して対戦し、母親から泣かせ方を伝授されるなど、バラエティ番組では制作側によって意図的に泣かされ、その泣き姿がスポーツ報道における福原の紹介ビデオなどでも繰り返し放送されたことで、まるで子役タレントのキャッチコピーのような「泣き虫・愛ちゃん」というイメージが固定化されていった。その一方、同年の大会以降も数ある大会で優勝し、史上最年少記録を多く作っていくことで、「天才卓球少女」の名に違わぬ活躍を続けた。
仙台白百合学園幼稚園年長の1995年（平成7年）3月（6歳時）にテレビゲームソフトメーカー「ハドソン」のCMに初出演。同年4月に仙台市立吉成小学校に入学。

### プロ宣言後
小4（10歳4か月）でプロ宣言し、ミキハウス（大阪府八尾市）と専属契約を結び、1998年（平成10年）8月に仙台市より八尾市へ引っ越した。
福原は当時できたばかりのミキハウス練習場に通うようになった。2年間通った王子卓球センターの作馬六郎から「王子サーブ」を習得し、以降このサーブは福原愛の代名詞ともなった（今はほとんど使っていない）。なお、同センター前の道路は、福原の功績により「ピンポン通り」と命名された。
大阪では公立小学校に通っていた。小6の6月に、ITTFジャパンツアー一般の部に選ばれ初出場で代表デビューを果たす。中学は大阪の強豪である私立四天王寺中への進学を考えていたが、福原は既にプロ契約をしていたため、アマチュア規程により全中やインターハイなどには出場できないという懸念があった。結局地元公立中へ入学したが、1か月でスポーツの名門私立学校、青森山田中学校に転校した。青森山田中は中高一貫教育を目指してその年に開校。法人は卓球専用の体育館などの施設を備えている。同校を選んだのはミキハウスJSCに所属したままプロ活動をしたいという福原サイドの意向に、理解を示したのが大きな理由である。これにより福原は多くの卓球遠征が可能になった（その後福原は「卓球界に大きな貢献をした」ということで、全中もインターハイ も国体も特例で出場できるようになった）。ミキハウスは青森JSC（ジュニアスポーツクラブ）という組織を作り、福原をその所属とした（他には青森大学の坂本竜介などがいて、混合ダブルスペアをよく組んでいる）。小西杏とはダブルスで全日本3連覇した（2005年以降、代表では藤沼亜衣と組んでいる）。
以降、中学の3年間は世界各地のITTFプロツアーに数多く出場。安定した成績を見せ、世界ランキングを上げていった。この頃国内の高校以下では無敵となり、また国際試合での強さも見せ、国内シニアの選手にも勝てるようになっていった。選考会などを経て14歳の若さで2003年世界卓球選手権個人戦に抜擢され出場し、日本勢の中で一人躍進、ベスト8に進出。この結果により翌2004年3月の世界選手権団体戦と、4月のアテネ五輪アジア予選出場が内定。2001年にはコーチの黄智敏と1分間に175回のラリーを続けるというギネス記録を達成している。

### 高校進学からアテネオリンピックまで
2004年4月、青森山田高等学校に進学。日本より一人選ばれたドーハでの大陸予選でシングルス3位となり、その前年に「オリンピックは夢の夢の夢の夢」と言っていた福原が日本女子3枠目の座を勝ち取り、史上最年少の15歳で出場した（他の出場者は梅村礼、藤沼亜衣。なお、小西杏と組んで挑んだダブルスは予選で敗退）。長嶋茂雄の代役として、聖火リレーの最終走者も務めた。アテネ五輪では1回戦をシード通過、2回戦をミャオミャオに辛勝、3回戦はガオ・ジュン（高軍）に圧勝、4回戦はキム・キョンア（金暻娥）に負けた。福原の試合はゴールデンタイムで放送され、3回戦はメダルのかかっていない試合にもかかわらず平均20.1%、最高視聴率31.9%を獲得。これはアテネ五輪放送の中でトップクラスの数字だった。

### 中国挑戦から北京オリンピックまで
2005年3月にはミキハウスとの契約が満了し、翌月グランプリとの契約を結ぶ。グランプリは福原が青森山田高校に通うことを承認、中国リーグに2年連続で参加することも支援。直後に、中国で最もレベルの高い中国超級（スーパー）リーグに参加、遼寧本鋼チームと契約した。この超級リーグは週1、2回の日程、広大な中国大陸を試合毎に行き来する移動に多忙を極めたが、福原は全試合に出場した。だが、チームに世界2位の王楠、4位の郭躍がいたため、シングルスの出番が少なくダブルスが多かった。期間中は中国のインタビュー番組や、卓球の雑誌にも登場した。8月の最終戦は岡山県で、日本で初の超級の試合を行った。2005年2月にはアジアカップで強豪の郭焱を破り2位に、同年11月の女子ワールドカップ（各大陸の世界ランキング上位者と推薦選手の16人でのITTF大会でまだ新しい大会）に推薦が決まり出場したが、リ・ジャウェイや帖雅娜といった強豪相手に快進撃を続け3位銅メダルを獲得し、世界ランクを一気に16位まであげた。2006年5月には世界選手権ブレーメン大会で銅メダル（2004年ドーハ団体に続き2度目）を獲得した。放送したテレビ東京の視聴率は最高12%を出した。好調だった2006年度はチームを広東佐川急便に変えて超級リーグに参加（なお、チームの2006年度オーナー権を福原サイド（千秀企画）が買っている）。
父は高校卒業後の進路として当初、大学も青森山田学園系列の青森大学を考えていたが、福原本人が早稲田大学スポーツ科学部を強く志望し、2006年8月より書類提出、面接を経て9月13日に合格が決まった。同学部による2年目の実施となるトップアスリート入学試験によるものであった。
2007年4月1日には早稲田大学スポーツ科学部にトップアスリート制度で入学し青森から東京の阿佐ヶ谷に引っ越した。早稲田大学入学前「インカレなど大学の試合に出たい」との意向を示し、彼女の入学を受けて関東学連と日本卓球協会は、プロ選手が大学の大会に出場できるように事前に規約改正を行った。しかし同年5月に行われた春季リーグでチームを一部昇格に導くことはできず、それ以降インカレ、リーグ戦に出場することはなかった（翌2008年春リーグから関東学生リーグは1部所属校を6校から8校と増やした。）。2007年4月3日、全日本空輸（ANA）との所属契約（単年）を発表、同時にグランプリとの4年契約を2年で終了したことを発表した。これについて父親が「大学進学で東京に住むこともあり、環境すべてを見直したかった」と説明した。
2007年5月の第49回世界卓球選手権個人戦では3回戦敗退。大学の試合には2007年春リーグ以外出場しておらず、個人練習での強化に努めている。2007年4月より『とっさの中国語』（NHK教育）にレギュラー出演した。2008年1月、世界ランクが10位と、世界ランクの上位から1カ国・地域2名を上限とし上位20名に与えられる代表資格を獲得し北京五輪日本代表に内定した。6月、JOCから日本選手団の開会式旗手に任命された。卓球選手では初であり、また歴代の日本選手団旗手としては夏冬通じて最年少の19歳9ヶ月（開会式時点）での大役となった。本人は会見で「（団旗の）グラムの重さより、日本（代表としての）の重さをすごく感じると思う」と意気込みを話した。五輪では平野早矢香、福岡春菜、福原の3人でシングルス、団体戦に出場した。

### ロンドンオリンピックまで

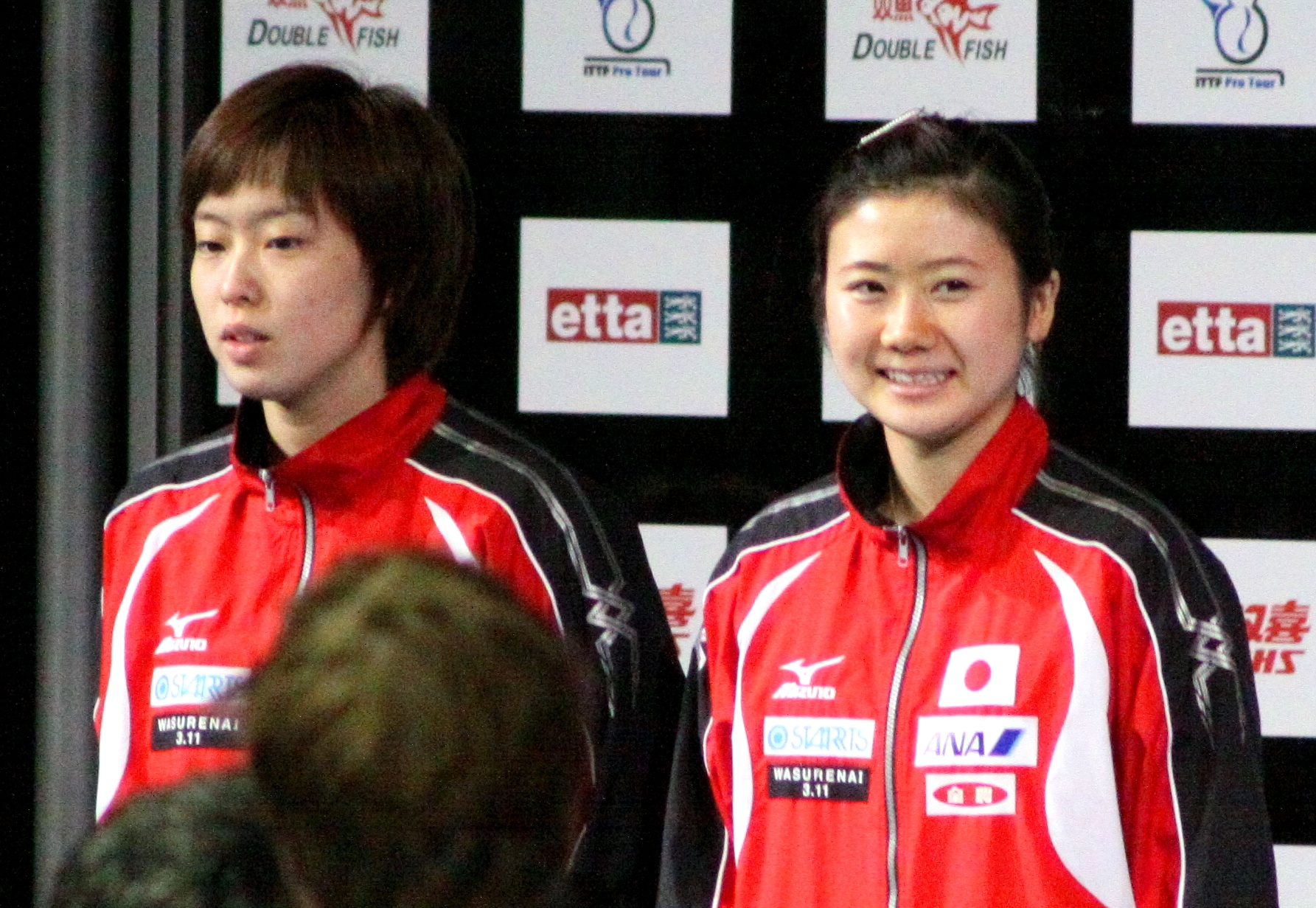
2011年11月、ロンドンのエクセルで行われたロンドン五輪・テスト大会を兼ねたプロツアー・グランドファイナルにて石川と福原（右）

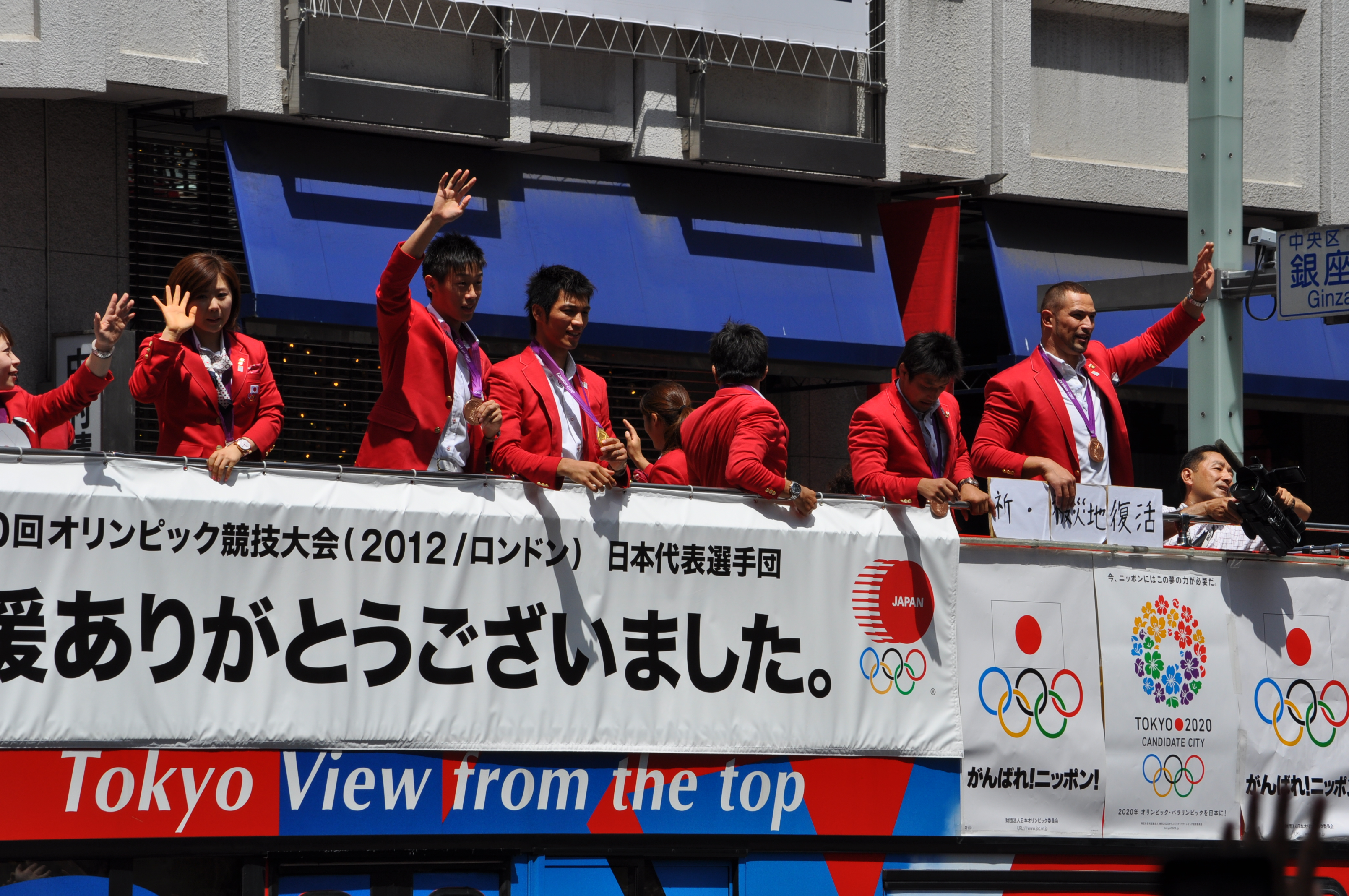
オリンピック凱旋パレード（2012年8月19日撮影）

その後よりレベルの高い試合で実戦感覚を養うことを目的として、2009年4月で早稲田大学卓球部での活動を休止し、海外で行われるITTFプロツアーを中心に出場。日本国内ではサンリツ（物流会社）の卓球部の一員として日本リーグに参戦することになった。そして、海外ツアーや中国のスーパーリーグ参戦を優先するため、および早稲田大学の単位の取得が困難になったために、2010年3月で早稲田大学を退学し、卓球に専念して2012年のロンドン五輪に臨む意向であることが関係者から明らかになった。2008年1月全日本卓球選手権で敗れた後、大学の授業にあまり出席できないこと、また2008年が五輪イヤーでもあることから関係者が福原の休学ないし中退を示唆していた（彼女は入学後も練習を早稲田大学では行わず青森や秋田で練習を続けた。また五輪出場権獲得のために世界ランク高位を維持するため、海外の卓球ツアーに多く出場したため欠席も多かった）。
2011年5月、ロッテルダム世界選手権混合ダブルスにおいて岸川聖也とペアを組み、この種目では日本選手34年ぶりの銅メダルを獲得。大会終了後の5月16日付世界ランキングで日本人2番目の9位となり、ロンドンオリンピックシングルス出場権を獲得。2011年11月27日にはロンドン五輪と同会場で行われたテスト大会のプロツアー・グランドファイナルで石川佳純と女子ダブルスに出場して準優勝を収め、主戦場としてきたシングルス以外に活路を見出していた。そして2012年1月21日、東京体育館で開催された全日本選手権において、決勝戦で石川佳純を4-1で下し、13回目の挑戦にして念願の選手権を獲得している。
2012年は3月に開催された第51回世界卓球選手権団体戦（ ドイツ・ドルトムント）に石川佳純、平野早矢香、藤井寛子、石垣優香と共に日本代表として出場するも、準々決勝で大韓民国代表にフルセット（2-3）の末に敗れてメダルを逸してしまった。
7月に開催されたロンドンオリンピック卓球競技では、女子シングルス戦では第5シードとして3回戦から登場し、アンナ・チホミロワ（ロシア）を4-0と退け、4回戦ではジエ・リー（オランダ）に対し、ゲームカウント1-3と追い詰められたが、そこから3ゲームを連取して4-3でオリンピックでは自身初の準々決勝進出を達成。準々決勝では世界ランク1位の丁寧と対戦して、第1ゲームでは先にゲームポイントを迎えたが、これを取れず、結局0-4で敗れた。団体戦には平野早矢香、石川佳純と共に出場。1回戦アメリカ、準々決勝ドイツを破った後の準決勝シンガポール戦では第1戦目でシングルス銅メダリストの馮天薇を3-1で破った。続く2戦目の石川のシングルス、3戦目の石川・平野ペアのダブルスも日本が勝ち、日本勢オリンピック史上初の決勝進出を果たす。決勝戦で中国に0-3で敗れ2位となったが、日本卓球史上初となる銀メダルを獲得した。

### リオデジャネイロオリンピックまで
ロンドンオリンピック終了後、8月24日に前年夏に故障した右肘滑膜ひだ障害の手術に踏み切った。また、故障を抱えながら出場した2012年3月の世界選手権（ ドイツ・ドルトムント）やオリンピックなど、歴戦の疲労も蓄積していたので、手術箇所の治療や疲労回復などを目的に9月から10月は休養を続けた。11月から練習を再開し、12月6日に杭州で開催されたITTFワールドツアー・グランドファイナルで復帰したが初戦の2回戦で陳夢（中国）に敗れた。
2013年には平成24年度天皇杯・皇后杯全日本卓球選手権大会に出場、今大会はヒジ手術からの休養明けを考慮して女子シングルスのみの出場であったが、ブランクを跳ね返す試合運びで勝ち進み、前年同様に石川佳純との対戦になった決勝ではゲームカウント1-2の劣勢から3ゲームを連取する逆転勝ちを収めて2年連続優勝を飾った。
2013年の第52回世界卓球選手権個人戦では、世界ランク166位の朴晟恵（大韓民国）に緒戦で当たり、2-3の逆転負けを喫した。6月の荻村杯ジャパンオープンでは女子シングルス決勝で文玄晶（大韓民国）に4-0で勝利し、日本女子選手として初となる荻村杯優勝を果たした。
2014年の全日本卓球選手権大会女子シングルスにて、準決勝で森さくら（昇陽高）にストレートで敗れた。敗戦後、左第5中足骨の疲労骨折を発症したため、自国開催（ 日本・東京）の第52回世界卓球選手権団体戦を欠場した。6月13日の韓国オープンから公式戦に復帰する。荻村杯の女子ダブルスでは若宮三紗子とのペアで出場し、決勝で前年の世界選手権銅メダルペアの馮天薇、于梦雨組（シンガポール）を破り優勝。
9月、仁川アジア大会の団体戦決勝で中国と対戦し、チームは敗れて準優勝だったが、自身は第1戦で丁寧から初勝利をあげた。
2016年8月のリオデジャネイロオリンピックでは女子最年長で代表に選出。シングルスでは準々決勝でシンガポールの馮天薇を破り初の準決勝進出。しかし、準決勝では中国の李暁霞、3位決定戦では北朝鮮のキム・ソンイに敗れシングルスでのメダル獲得を逃した。団体戦では全試合で伊藤美誠とダブルスを組み出場。準決勝ドイツ戦ではシングルス3位決定戦を終えた翌日から足に痛みを訴え骨膜炎と診断された、その影響で黒星を重ねてしまい2大会連続の決勝進出を逃してしまったが、3位決定戦のシンガポール戦ではダブルスで1勝を挙げ2大会連続となる銅メダル獲得に貢献した。
リオデジャネイロオリンピック終了後の2016年9月1日に中華民国の卓球選手：江宏傑と国際結婚（入籍）。この件についてリオデジャネイロパラリンピック終了後の9月21日に東京都内で夫妻ツーショット記者会見を開いて正式に発表した。

### 現役引退、そして今

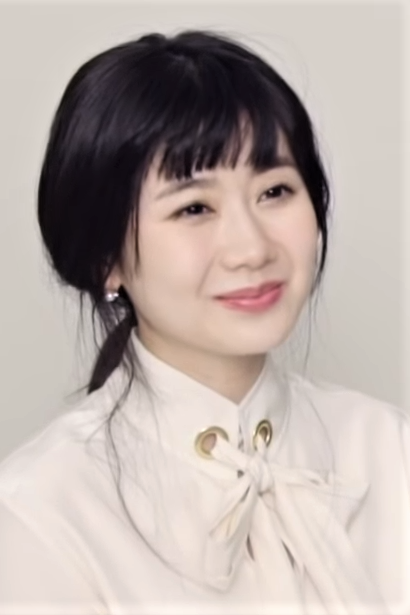
引退後のELLEのグラビア

リオデジャネイロオリンピック以降は選手として公式戦に出場することは一度もなく、2017年1月の全日本卓球選手権大会も欠場した。
2017年6月29日、第1子妊娠を報告。同年10月13日朝、2995gの女児を出産したことをブログで報告。
2018年10月21日、自らのブログを更新して「若手が育ってきたこと、選手ではない違う立場で次のステップへ進みたい」などと語り、現役を引退することを表明した。その2日後の10月23日に東京都内に於いてプレスインタビューに応じ、自ら引退に至った理由などについて語った。
2018年12月5日、第2子妊娠を報告。2019年4月3日、第2子男児（長男）を出産。
2021年1月、小学校時代の友人とともに社会貢献活動のための会社omusubiを設立し、代表取締役に就任。
2021年7月8日、離婚が成立。
2021年11月4日、青森大学の客員准教授を委嘱される。
2022年1月27日、ワールドテーブルテニスジャパンのジェネラルマネージャー（GM）に就任。
2024年12月27日、読売新聞社などの後援で、日本人が中国での体験や思い出などをつづった作文コンクール「第7回忘れられない中国滞在エピソード」で舛添要一らと共に特別賞を受賞した。
2025年6月20日、青森大学客員准教授の退任が報道される。

### 略年譜
- 1988年（昭和63年）11月 - 宮城県仙台市にて誕生
- 1992年（平成4年）8月 - 卓球の練習をはじめる
- 1998年（平成10年）7月 - 大阪府八尾市に転居（9歳）。ミキハウスJSC（ジュニアスポーツクラブ）に所属。
- 1999年（平成11年）3月 - 日本卓球協会の理事会で承認され、レジスタードプロに登録（3月20日付け、10歳）
- 2005年（平成17年）4月 - グランプリと所属契約。（4年）　中国超級リーグに参加、遼寧省チームに入団（4月に契約、6月 - 12月まで中断をはさみ試合）
- 2006年（平成18年）
  - 3月 - 中国スーパーリーグ、広東佐川急便チームに移籍（3月に契約、6月 - 8月まで試合）
  - 8月 - 早稲田大学のスポーツ科学部トップアスリート入学試験に出願
  - 9月13日 - 早稲田大学スポーツ科学部に合格
- 2007年（平成19年）
  - 3月1日 - 青森山田高等学校卒業
  - 4月1日 - 早稲田大学スポーツ科学部入学
  - 4月3日 - 全日本空輸 (ANA) との所属契約（単年）を発表、同時にグランプリとの4年契約を2年で終了したことを発表
- 2010年（平成22年）3月 - 早稲田大学スポーツ科学部自主退学
- 2012年（平成24年）
  - 1月 - 全日本選手権・女子シングルス初優勝
  - 8月 - ロンドンオリンピック女子団体で銀メダル獲得
- 2013年（平成25年）
  - 1月 - 全日本選手権・女子シングルス2年連続優勝
  - 6月 - 荻村杯ジャパンオープン女子シングルス優勝
- 2015年（平成27年）
  - 3月 - スペインオープン・女子ダブルス優勝ダブルスパートナー日本生命若宮三沙子選手
  - 6月 - オーストラリアオープン・女子シングルス優勝
  - 7月 - 韓国オープン・女子シングルス優勝
  - 8月 - チェコオープン・女子シングルス優勝
- 2016年（平成28年）
  - 8月 - リオデジャネイロ・オリンピック・女子シングルス 4位
  - 8月 - リオデジャネイロ・オリンピック・女子団体で銅メダル獲得
  - 9月 - 卓球選手の江宏傑（中華民国）と国際結婚、東京都内で婚姻届を提出し[42]、共同記者会見で正式発表[43]。
- 2017年（平成29年）
  - 6月29日 - 第1子妊娠を報告[45]。
  - 10月13日 - 第1子女児を出産[57]。
- 2018年（平成30年）
  - 7月1日 - Tリーグ理事に就任[58]。
  - 10月21日 - 現役引退を表明[9]。
  - 12月5日 - 第2子妊娠を報告[49]。
- 2019年（平成31年）
  - 4月3日 - 第2子男児を出産[50]。
- 2020年（令和2年）
  - 7月8日 - Tリーグ理事を退任[59]。
- 2021年（令和3年）
  - 7月8日 - 離婚成立を発表[8]。
  - 11月4日 - 青森大学の客員准教授を委嘱される[53]。
  - 12月17日 - 琉球アスティーダスポーツクラブ株式会社の社外取締役に選任される[60]。
- 2022年（令和4年）
  - 1月27日 - ワールドテーブルテニスジャパンのジェネラルマネージャー（GM）に就任[54]。
- 2023年（令和5年）
  - 6月末 - 琉球アスティーダスポーツクラブ株式会社の社外取締役を退任[61]。

## プレースタイル
右利き前陣速攻。中国卓球の経験を積んでいる事から、中国スタイルのペースの速い卓球である。
2012年のロンドンオリンピックに際しては、課題とされていた下半身を中心とした筋力強化やフォアハンドの改善に取り組み、その成果が出たと評価されている。
小さい頃から天才少女と言われてきた理由の一つに、同世代の国内選手には負けなかった事がある。中1で全日本ジュニア（高校以下）を制すとその後3連覇。どの大会でも一度も負けなかった。だが2006年8月のインターハイ、シングル決勝で同じ年齢の宇土弘恵（就実）に初めて負けを喫した（ストレート負け）。
また、国際大会では世界の強豪相手に善戦して世界ランクを上げており、団体戦においても中国選手から勝利を収めてはいるが、国内大会の一般の部ではシングルの優勝が少なく、人気の割に実績が乏しいという印象を与えていた。全日本卓球選手権でも長年ベスト4を超えられず不本意な成績を残していたが、2012年1月、成長著しい連覇のかかった石川佳純を決勝で下し、ようやくシングルのタイトルを獲得した。なお、全日本の他の出場可能な部門（バンビ・カブ・ホープス・カデット13歳以下・カデット14歳以下・カデットダブルス・ジュニア・女子ダブルス・混合ダブルス）ではすべて優勝しており、史上初の全日本グランドスラム達成者となった。

## マネジメント
福原の両親は福原に徹底的に卓球の英才教育を施した。3歳から卓球を始めて選手時代の練習時間は毎日4-5時間から7-8時間はこなしており、休みは年に3日程度であった。
マネージメントは父親が行っていたが2008年以降母親と兄が行っていた。
2004年度末まで日本代表監督の西村卓二から熱血指導を受けてきたが、その後代表監督となった近藤欽司から指導を受けた。
現役当時には元中国チャンピオンなど専属の中国人を招聘して住み込みでコーチとして契約し、カットマン専門のコーチなど常に福原と帯同する形を採っていた。また頻繁に中国合宿を繰り返し、中国の技術を体に染み込ませ、コミュニケーションのため中国語も身につけた。コーチが瀋陽出身であったことから福原の中国語には東北官話訛りがあり、そのことも中国で福原が人気を集める要因の一つになっている。

## 人物
幼少時から天真爛漫な笑顔でお茶の間の人気者となっていたが、思春期になるにつれメディアに対し喋りたがらないことが増え、悲しそうな表情をすることも多くなった。福原自身は、当時を振り返って、「周りのこととか、卓球以外のことが見えてきていた」と語っている。中学2年生頃から、徐々に再び笑顔を見せるようになり、インタビューにもきちんと答えるようになった。
幼児期を除いて試合後、泣くことはほとんどなく、また勝って泣いたことは一度も無かった。しかし2008年2月の世界選手権広州大会、予選の韓国戦では5番手でフルゲーム、デュースの末に勝利して一位通過を決め、福原は珍しくメンバーとともに号泣し、喜んだ。
2007年12月、眼鏡をかけて成田空港に現れ、遺伝により乱視になったことを告白した。本人はコンタクトレンズにしたかったようだが、20分ではずしてしまうほどコンタクトレンズが合わず、眼鏡にしたとのこと。福原も「ぼやけて見えた世界が当たり前だったので、眼鏡をつけるとスッキリする」と視界不良を認めている。ただ視力自体は1.5-1.0と悪くない。
子供には卓球選手であったことと中国語が流暢であることを秘密にしており、日本語で話しかけるように言っているとのこと。

### 両親との関係
福原にとって、両親は親というよりも卓球のコーチであった。父親は「福原愛は娘であるけれども、自分の子どもじゃないという感覚がある」としており、母親も泣きじゃくる福原を容赦なく怒鳴りつけた。
1998年に父親の経営していた不動産会社が倒産し、一家は1億4000万円の借金を負うこととなった。そのため、当時小学生ながら企業とスポンサー契約していた福原は、一家の家計を担う大黒柱であった。
2004年に両親は離婚した。その後も父親は福原に頼っていたが、2009年に「これ以上、父に振り回されてはダメだ」と決意し、兄を介して絶縁した。こうした家庭環境から、「普通の家庭」を経験できなかったとされる。

### 中国での評価
中国での福原への関心は高く、Yahoo!の中国サイトが2005年4月に発表した世界卓球8大美女に福原愛が選ばれた（他には張怡寧、王楠、白楊、リ・ジャウェイなど。日本人では他に柏木有希が選ばれている）。
当時の小泉純一郎首相の靖国神社問題などで、中国では反日感情が高まり日本に冷たい態度を示すことが多かったが、そんな中で福原のニュースを中国英字紙チャイナデイリーは2006年3月16日付紙面の1面トップで、卓球の中国超級リーグの広東省チームに移籍した日本人選手、福原愛のカラー写真を掲載した。写真は赤いユニフォーム姿の福原が地元の子供達に囲まれ笑顔を見せているもので、福原を「著名な日本の卓球選手」と好意的に紹介した。福原は日本の中国大使館を何度か表敬訪問しており、「中日友好」の色紙を持って王毅駐日大使（当時）と撮影に応じた。他にも日中友好関連のイベントに招かれている。
2008年2月の第49回世界卓球選手権団体戦では、「福原愛永遠支持」と横断幕を掲げた十数人の中国ファンが応援したり、日本ー韓国戦で福原が5番手で登場し接戦をものにした試合を中国メディアは「福原選手が大逆転演じる」（成都日報）、「感涙の福原愛 『観客が力くれた』」（新浪体育）、「みんな福原愛ちゃん大好き」（斉魯晩報）など、福原を中心に見出しや記事を構成した。また、インタビューを「中国語も英語も流暢で立派だ」と褒め称えるところもあった。（斉魯晩報）
同年4月には「福原愛は現在、日本のナショナルトレーニングセンターで北京五輪に向けて積極的にトレーニング中」と中国誌が報じた。上海万博事務協調局は24日、2010年の上海万博の日本親善大使に卓球の福原愛選手ほか2名に決定したことを発表した。同年4月26日の聖火リレー（長野市）では、当初日本オリンピック委員会からの出走依頼はなかったが、中国側から中国大使館枠で参加を要請され、走った。福原の走る姿は中国でも新聞の一面などで大きく報じられた。同年5月7日、胡錦濤国家主席が来日し、早稲田大学で特別講演した折に大学構内で卓球対戦した。胡錦濤に随行していた中国チャンピオンの王楠も参加。同席した日本の福田康夫首相も卓球に誘われたが不得手だということで断ったため、4人のダブルスではなく3人の変則卓球となった。この模様は日中両国で報道された。胡錦濤は福原に「あなたは私のことを知らないかも知れないが、私はあなたのことを知っている」と話しかけた。同年9月27日、山東省煙台市沖の豪華客船で行われた王楠の結婚式に、王楠の介添え役（中国のメディアは「伴娘」と表記）として、セクシーなベアトップのドレス（中国のメディアは「性感低胸装」と表記）を装って出席した。中国のメディアは、このニュースを大きく報道した。王楠夫妻は既に2005年10月に結婚していたが、北京五輪の為に式をあげていなかった。なお、新郎の介添え役は当初王皓が務める予定だったが彼の試合があったために馬琳が行った。
中国でのニックネームは、"磁器人形" という意味の「瓷娃娃」（ツーワーワー）（英語化されると"Japanese doll"）、または、日本語の「愛ちゃん」を音訳した「爱酱（愛醤）」（アイジャン）や、意訳した「小爱（小愛）」（シャオアイ）、「泣き虫愛ちゃん」に相当する「愛哭鬼小愛」 など。
夫・江宏傑との離婚協議の報道が出ても、反台湾感情もあり福原を応援する中国人ファンが多くいた。

## エピソード
- 時期により体重の増減が大きい（練習量が多く、その分食べるため）。大きな大会が始まると緊張、疲れから食が進まなくなり痩せてしまうため、大会前は多少体重を増やして臨むことが多い。ベストは48キロ。母親は小さい頃、食が細いのを心配したという。
- NHKの2004年正月の番組で足型を取ったところ、扁平足であった。足のサイズは24cmで本人はもっと身長が伸びると思っていたが中3で成長は止まってしまったという。公称155cm。
- 座右の銘は「よく寝て、よく食べ、よく笑う」だったが、2006年に兄から変更を促され「一意専心」に変わった。
- 子供好きだが、小、中学生ぐらいの大きな子は苦手と話している。
- 卓球以外のスポーツは苦手で、高校の時、体育は好きな教科ではなかったという。小さい頃は水泳教室にも通っていて、親は卓球と水泳のどちらに専念させるか考えていた時期があった。ランニングが苦手だったが、2005年以降ランニングなども強化し、筋力をつけスピード、パワーのアップを図っている。
- スコートをたまに履くことがあり、2006年1月の全日本選手権ダブルスで小西と共にスコートを履いた。同大会ではベスト4まで進出したものの、「試合に集中できない」というコメントを出した。
- アニメ「こてんこてんこ」で彼女の演じた役はその後かないみかが演じた。
- 大阪は2008年度五輪開催地として正式に立候補し、さまざまな招致活動を行ったが（大阪オリンピック構想）、福原愛を誘致のシンボルの一つとした（福原が大阪に引っ越した一つの要因ともされる）。大阪は大阪五輪の盛り上げの一環として、2001年に世界卓球選手権シングル、団体（同時開催）を大阪に誘致し、福原愛もエキシビションとして桂三枝（現・六代桂文枝）とオープニングマッチを行なうなどして盛り上げた。
- 2004年1月の「クロアチアオープン」の最中に39度の高熱になった。
- アテネ五輪では家族が大量のおにぎりを会場に持参したが、入り口のセキュリティ・チェックで「爆弾ではないか」と係員に一時引き止められた。
- 2004年10月、埼玉県彩の国まごころ国体では、会場のウイング・ハット春日部（客席3,500人）に連日5,000人もの客がつめかけ、国体初の入場規制がされることもあった。
- 2006年の「世界卓球選手権シンガポール戦では強豪リ・ジャウェイを下し予選リーグ通過を決めた。
- 秋田県湯沢市の稲住温泉敷地内に、卓球道場「友誼館」が完成し、2006年10月26日公開開始。移築してあった旧秋ノ宮村役場（白井晟一設計の建造物）を改装した[78]。
- 2007年 - 2008年の年末年始に急性胃腸炎で入院した。
- 2008年6月、北京五輪選手で「さわやかな汗がもっとも似合う人」女子1位に選ばれた[79]。
- 2008年9月、東京代々木体育館で、不審な男に追い掛け回されるハプニングがあった。男は婚姻届を持ち福原にサインを迫ったが、早大卓球部監督の機転で難を逃れた。
- 2016年夏季オリンピックにおける東京オリンピック構想のイメージキャラクターの1人として、都営バスの一部車両に福原が描かれたラッピング車両が存在した。
- バドミントンの藤井瑞希とは青森山田高校で同級生で出席番号（五十音順）も近いこともあって仲が良く、2012年のロンドンオリンピックで藤井瑞希・垣岩令佳ペアが銀メダルを獲得した際には選手村の宿舎で号泣しながら出迎えた（藤井とペアを組んでいた垣岩令佳も高校の後輩にあたる）。
- 幼少期に「ルックルックこんにちは」に出演した際、岸部シローらが馬鹿騒ぎばかりしたため「うるさい」と怒鳴った（放送時の東京新聞の芸能欄の投書から）。

## 戦歴
- 1992年8月 - 3歳で初めてラケットを握る。
- 1993年9月 - 全日本卓球選手権大会・バンビの部（8歳以下の部）ベスト16
- 1994年9月 - 全日本卓球選手権大会・バンビの部優勝
- 1995年9月 - 全日本卓球選手権大会・バンビの部優勝
- 1996年9月 - 全日本卓球選手権大会・バンビの部優勝
- 1997年8月 - 東アジアホープス大会（日本代表）
- 1997年9月 - 全日本卓球選手権大会・カブの部（10歳以下の部）優勝
- 1997年11月 - 全日本卓球選手権大会・カデットの部（13歳以下の部）優勝（小3）
- 1998年7月 - 大阪に転居。ミキハウスJSCに所属。
- 1998年8月 - 東アジアホープス大会（日本代表）
- 1998年9月 - 全日本卓球選手権大会・カブの部（10歳以下の部）優勝
- 1998年11月 - 全日本卓球選手権大会・カデットの部（14歳以下の部）ダブルス優勝・シングルス準優勝
- 1998年12月 - 全日本卓球選手権大会・一般の部 ダブルス ベスト32（史上最年少出場）、ジュニアの部（17歳以下の部）シングルス準優勝（史上最年少出場）
- 1999年3月20日 - レジスタードプロに登録
- 1999年8月 - 東アジアホープス大会（日本代表）シングルス ベスト8
- 1999年9月 - 全日本卓球選手権・ホープスの部（12歳以下の部）優勝
- 1999年11月 - 全日本卓球選手権・カデットの部（14歳以下の部）準優勝
- 1999年12月 - 全日本卓球選手権・ジュニアの部（17歳以下の部）ベスト4、一般の部 シングルス ベスト64（史上最年少出場、最年少勝利）
- 2000年6月 - ジャパンオープン（日本代表）シングルス ベスト64、ダブルス ベスト32 日本代表初出場（小6）
- 2000年9月 - 全日本卓球選手権・ホープスの部（12歳以下の部）優勝（7連覇）
- 2000年11月 - 全日本卓球選手権・カデットの部（14歳以下の部）優勝
- 2000年12月 - 全日本卓球選手権・ジュニアの部（17歳以下の部）ベスト32
- 2001年1月 - 第30回後藤杯選手権 女子シングルス 優勝（一般の部でのシングルス初優勝）
- 2001年4月 - 東アジアホープス大会（日本代表）団体2位、シングルス3位
- 2001年6月 - 中国オープン 決勝トーナメント進出
  - 世界ランク：126位
- 2001年9月 - ジャパンオープン シングルス ベスト16、ダブルス ベスト8
  - 世界ランク：98位
- 2001年12月 - デンマークオープン シングルス ベスト8、ダブルス ベスト8
  - 世界ランク：67位
- 2001年12月 - 全日本卓球選手権 ジュニアの部優勝、一般の部 シングルス 7位、ダブルス 3位
- 2002年8月 - 全国中学校卓球大会 女子シングルス優勝
- 2002年9月 - ジャパンオープン ダブルス ベスト8
- 2002年10月 - 釜山アジア大会 女子団体 銅メダル
- 2002年12月 - 全日本卓球選手権 ダブルス優勝、ジュニアの部優勝
- 2003年2月 - アジア選手権 女子ダブルス準優勝
- 2003年3月 - 日本卓球リーグ実業団連盟ドリームチャレンジカップ 女子シングルス 優勝 推薦参加
- 2003年5月 - 第47回世界卓球選手権個人戦 シングルス ベスト8
- 2003年8月 - 全国中学校卓球大会 シングルス優勝
- 2003年9月 - アジアジュニア卓球選手権大会 女子団体ベスト4、ダブルス ベスト4
- 2003年9月 - 中国オープン 3回戦敗退
- 2003年9月 - ジャパンオープン 3回戦敗退
- 2003年11月 - ドイツオープン シングルス（アンダー21）優勝
- 2003年11月 - スウェーデンオープン シングルス（アンダー21）優勝
- 2003年12月 - 第1回世界ジュニア選手権大会（チリ）ダブルス 銅メダル、シングルス ベスト8
- 2004年1月 - 全日本卓球選手権 女子ダブルス優勝、ジュニアの部優勝
- 2004年3月 - 第47回世界卓球選手権団体戦 女子団体 銅メダル
- 2004年4月 - アジア大陸オリンピック予選 シングルス 3位（アテネオリンピック出場決定）
- 2004年8月 - アテネオリンピック シングルス ベスト16 ※（直後の世界ランキングwr19位に、初の10位台）次項に詳述あり
- 2004年10月 - 国体優勝　少年女子団体の部、青森県代表として（埼玉）
- 2004年12月 - 世界ジュニア卓球選手権大会2004 神戸大会
  - 女子シングルス 3位
  - 混合ダブルス 3位
  - 女子団体 準優勝
- 2005年1月11～16日、全日本卓球選手権大会
  - 女子シングルス 6回戦敗退
  - 女子ダブルス 優勝
  - 混合ダブルス 優勝
- 2005年2月 - ジャパントップ12卓球大会 準優勝
- 2005年3月12・13日 - 第17回女子アジアカップ シングルス 準優勝※（直後の世界ランキングwr32→wr23へ大幅アップ）
- 2005年3月28日 - 高等学校選抜卓球大会 団体戦準優勝（青森山田高校）
- 2005年3月31日 - ミキハウスジュニアスポーツクラブ満期終了、一時フリーになる
- 2005年4月1日 - 中国スーパーリーグ遼寧省チーム入団（一年契約）
- 2005年4月11日 - グランプリと4年契約を結ぶ
- 2005年4月30日～5月6日 - 第48回世界卓球選手権上海大会
  - 女子シングルス 3回戦敗退
  - 女子ダブルス ベスト8
  - 混合ダブルス 3回戦敗退
- 2005年9月 - アジア卓球選手権、ダブルスで銅メダル、ペアは藤沼
- 2005年10月 - 国体2連覇　少年女子団体の部、青森県代表として（岡山）
- 2005年11月 - ITTF女子ワールドカップ3位（銅メダル）中国広州 ※（直後の世界ランキングwr25→wr16へ大幅アップ）
- 2006年1月 - 全日本卓球選手権大会
  - 女子シングルス ベスト8
  - 女子ダブルス ベスト4
  - 混合ダブルス 準優勝
- 2006年2月 - ジャパントップ12卓球大会 準優勝
- 2006年3月5日 - 第19回グランプリアジアカップ シングル5位
- 2006年3月15日 - 超級リーグ広東チームへの移籍契約調印を行う
- 2006年4月9日 - 日本卓球リーグ実業団連盟 ビッグトーナメント 女子シングルス 優勝（推薦参加）
- 2006年4月24日 - 5月1日 - 第48回世界卓球選手権ブレーメン大会
  - 女子団体 銅メダル
- 2006年6月 - ITTFワールドツアー台湾オープン ダブルス優勝 ツアーでは初の優勝、ペアは藤沼
- 2006年8月7日 - 11日 - インターハイ
  - 女子団体　準優勝
  - 女子シングルス　準優勝
  - 女子ダブルス　優勝
- 2006年9月 - ITTFワールドツアージャパンオープン ダブルス銅メダル
- 2006年10月 - 国体優勝3連覇　少年女子団体の部、青森県代表として（兵庫）
- 2007年1月 - 平成18年度全日本卓球選手権大会
  - 女子シングルス　ベスト16
  - 女子ダブルス　4回戦（初戦）敗退
  - 混合ダブルス　優勝（坂本竜介ペア）
- 2007年2月10日 - ジャパントップ12卓球大会 準優勝
- 2007年4月8日 - ビッグトーナメント 初戦敗退
- 2007年4月30日 - 5月6日 - 第49回世界卓球選手権ザグレブ大会
  - 女子シングルス 3回戦敗退
  - 女子ダブルス 2回戦敗退
  - 混合ダブルス 3回戦敗退
- 2007年10月 - ITTFワールドツアー オーストリアオープン ダブルス優勝（平野早矢香とのペア）ツアーでは2度目の優勝（ダブルス）
- 2008年1月 - 平成19年度全日本卓球選手権大会
  - 女子シングルス　ベスト16
  - 女子ダブルス　優勝（照井萌美とのペア）
  - 混合ダブルス　準決勝敗退（坂本竜介ペア）
- 2008年2月9日 - ジャパントップ12卓球大会 ベスト4
- 2008年2月 - 第49回世界卓球選手権広州大会
  - 女子団体 銅メダル
- 2009年1月 - 平成20年度全日本卓球選手権大会
  - 女子シングルス　ベスト4
- 2009年2月 - ジャパントップ12卓球大会 準優勝
- 2009年7月 ITTFワールドツアーモロッコオープン
  - 女子シングルス 優勝 ツアーでは初の優勝（シングル）
  - 女子ダブルス 優勝（石川佳純ペア）ツアーでは3度目の優勝（ダブルス）
- 2009年11月 - 第19回アジア卓球選手権大会 混合ダブルス 3位
- 2009年12月 - 東アジア競技大会 女子ダブルス 優勝
- 2010年2月 - ジャパントップ12卓球大会 準優勝
- 2010年3月 - ITTFワールドツアーハンガリーオープン
  - 女子ダブルス 優勝（石川佳純ペア）ツアーでは4度目の優勝（ダブルス）
- 2010年10月 - ITTFワールドツアードイツオープン
  - 女子ダブルス 優勝（石川佳純ペア）ツアーでは5度目の優勝（ダブルス）
- 2011年1月 - 平成22年度全日本卓球選手権大会
  - 女子シングルス　ベスト4
- 2011年4月 - 日本卓球リーグ ビッグトーナメント石川大会
  - 女子シングルス 優勝
- 2012年1月 - 平成23年度全日本卓球選手権大会
  - 女子シングルス 優勝（初）
- 2013年1月 - 平成24年度全日本卓球選手権大会
  - 女子シングルス 優勝（2）
- 2013年4月 - 日本卓球リーグ ビッグトーナメント愛媛大会
  - 女子シングルス 優勝
- 2013年6月 - ITTFワールドツアー荻村杯ジャパンオープン
  - 女子シングルス 優勝　ツアーでは2度目の優勝（シングル）単では日本人として初の優勝者である。
- 2013年11月ーITTFワールドツアードイツオープン
  - 女子シングルス 準優勝
  - 女子ダブルス 準優勝（若宮三沙子パートナー）
- 2014年1月 - 平成25年度全日本卓球選手権大会
  - 女子シングルス ベスト4
- 2014年6月 - ITTFワールドツアー荻村杯ジャパンオープン
  - 女子ダブルス 優勝（若宮三紗子ペア）ツアーでは6度目の優勝（ダブルス）
- 2014年8月 - ITTFワールドツアーチェコオープン
  - 女子シングルス 準優勝
  - 女子ダブルス 優勝（若宮三沙子パートナー）ツアーでは7度目の優勝（ダブルス）
- 2014年9月 - 仁川アジア大会
  - 女子団体 準優勝
  - 混合ダブルス ベスト4
- 2015年3月 - ITTFワールドツアースペインオープン
  - 女子ダブルス 優勝（若宮三紗子ペア）ツアーでは8度目の優勝（ダブルス）
- 2015年5月 - ITTFワールドツアーフィリピンオープン
  - 女子シングルス 準優勝
- 2015年6月 - ITTFワールドツアーオーストラリアオープン
  - 女子シングルス 優勝 ツアーでは3度目の優勝（シングルス）
- 2015年7月 - ITTFワールドツアー韓国オープン
  - 女子シングルス 優勝 ツアーでは4度目の優勝（シングルス）
- 2015年8月 - ITTFワールドツアーブルガリアオープン
  - 女子シングルス 準優勝
- 2015年8月 - ITTFワールドツアーチェコオープン
  - 女子シングルス 優勝 ツアーでは5度目の優勝（シングルス）
- 2016年3月 - 第53回世界卓球選手権団体戦 女子団体 銀メダル

### オリンピックでの対戦成績
- アテネオリンピック女子シングルス
  - 2回戦 - オーストラリアのミャオ・ミャオと対戦し、4-3で勝利。
  - 3回戦 - アメリカのガオ・ジュン（世界ランク12位）と対戦し、4-0で勝利。
  - 4回戦 - 韓国の金暻娥（世界ランク6位）と対戦し、1-4で敗退。8強ならず。
- 北京オリンピック女子シングルス
  - 3回戦 - トルコの侯美玲（世界ランク80位）と対戦し、4-1で勝利。
  - 4回戦 - 中国の張怡寧（世界ランク1位）と対戦し、1-4で敗退。8強ならず。
- ロンドンオリンピック女子シングルス
  - 3回戦 - ロシアのアンナ・チホミロワと対戦し、4-0で勝利。
  - 4回戦 - オランダのジエ・リーと対戦し、4-0で勝利。
  - 準々決勝 - 中国の丁寧と対戦し、0-4で敗退。
- リオオリンピック女子シングルス
  - 3回戦 - ルーマニアのダニエラ・モンテイロドデアンと対戦し、4-0で勝利。
  - 4回戦 - 北朝鮮の李明順と対戦し、4-0で勝利。
  - 準々決勝 - シンガポールの馮天薇と対戦し、4-0で勝利。
  - 準決勝 - 中国の李暁霞と対戦し、0-4で敗退。
  - 3位決定戦 - 北朝鮮のキム・ソンイと対戦し、1-4で敗退。

## 成績
※最高成績

### シングルス
- オリンピック ベスト4（2016）
- 世界卓球選手権 ベスト8（2003）
- ワールドカップ 銅メダル（2005）
- ITTFワールドツアー・グランドファイナル ベスト4（2010）

### ダブルス
- 世界卓球選手権 ベスト8（2005, 2009, 2013）
- ITTFワールドツアー・グランドファイナル ベスト8（2007, 2010, 2014）

#### 混合ダブルス
- 世界卓球選手権 銅メダル（2011）

### 団体戦
- オリンピック 銀メダル（2012）
- 世界卓球選手権 銀メダル（2016）
- ワールドカップ 銀メダル（2011, 2013）

### 対戦成績
ITTF公式戦における主要選手とのシングルス対戦成績。
太字は最高世界ランク1位の選手

| 対戦数の多い選手 - 馮天薇 4-14 - 帖雅娜 4-12 - 郭躍 4-8 - 李暁霞 1-11 - 金暻娥 1-11 - 黄怡樺 11-0 - リ・ジャウェイ 7-4 - 劉詩雯 1-9 - 梁夏銀 8-2 - クリスティナ・トート 10-0 | その他の主要な選手 - 王楠 0-6 - 張怡寧 0-6 - 郭焱 1-7 - 丁寧 1-6 - 朱雨玲 0-3 - 平野早矢香 4-1 - 石川佳純 1-5 - 伊藤美誠 2-0 - 平野美宇 3-0 |

### 世界ランキング
|        | 1月 | 2月 | 3月 | 4月 | 5月 | 6月 | 7月 | 8月 | 9月 | 10月 | 11月 | 12月 |
| ------ | --- | --- | --- | --- | --- | --- | --- | --- | --- | ---- | ---- | ---- |
| 2001年 |     | 255 | 251 | 251 | 248 | 126 | 127 | 123 | 102 | 98   | 67   | 65   |
| 2002年 | 60  | 75  | 74  | 74  | 67  | 76  | 67  | 68  | 74  | 79   | 85   |      |
| 2003年 | 84  | 86  | 89  | 91  | 91  | 54  | 58  | 58  | 57  | 47   | 46   | 38   |
| 2004年 | 32  | 30  | 25  | 25  | 25  | 26  | 27  | 27  | 21  | 19   | 21   | 25   |
| 2005年 | 29  | 30  |     | 23  | 24  | 24  | 24  | 25  | 25  | 24   | 23   | 25   |
| 2006年 |     | 17  | 19  | 17  | 16  | 16  | 14  | 14  | 14  | 16   | 16   | 15   |
| 2007年 | 13  | 15  | 11  | 12  | 11  | 12  | 12  | 12  | 12  | 12   | 10   | 10   |
| 2008年 | 10  | 9   | 9   | 11  | 13  | 12  | 12  | 12  | 12  | 13   | 17   | 16   |
| 2009年 | 21  | 21  | 27  | 31  | 31  | 29  | 28  | 24  | 23  | 24   | 21   | 22   |
| 2010年 | 21  | 15  | 8   | 9   | 8   | 9   | 10  | 10  | 9   | 11   | 10   | 9    |
| 2011年 | 8   | 10  | 8   | 7   | 7   | 9   | 8   | 8   | 8   | 8    | 8    | 9    |
| 2012年 | 9   | 9   | 11  | 10  | 9   | 8   | 7   | 6   | 6   | 7    | 7    | 6    |
| 2013年 | 7   | 8   | 10  | 12  | 12  | 15  | 14  | 14  | 15  | 14   | 14   | 9    |
| 2014年 | 9   | 9   | 10  |     |     | 11  | 13  | 14  | 14  | 16   | 11   | 10   |
| 2015年 | 11  | 11  | 11  | 8   | 8   | 8   | 9   | 6   | 6   | 4    | 4    | 4    |
| 2016年 | 4   | 4   | 5   | 6   | 7   | 7   | 7   | 8   | 9   | 10   | 12   | 12   |

## 受賞など
- 1993年 - 功労賞（日本卓球協会）
- 1994年 - 未来賞（ミロスポーツ大賞）
- 1995年 - 日本スポーツ賞（読売新聞社）、特別奨励賞（宮城県体育協会）
- 1996年 - 奨励賞（宮城県体育協会）、感謝状（兵庫県卓球協会）、感謝状（ライオンズクラブ）
- 1997年 - 奨励賞（宮城県体育協会）、スポーツ奨励賞（仙台市教育委員会）
- 1998年 - 奨励賞（宮城県体育協会）、スポーツ奨励賞（仙台市教育委員会）
- 2003年 - 第5回王国大賞、プレイヤー・オブ・ザ・イヤー（卓球王国）
- 2004年
  - 第4回日本卓球人賞
  - 2月2日 - イタリア・テルニの親善大使を委嘱された。
- 2005年1月 - 夢見る女の子大賞（ロッテ主催）
- 2011年3月2日 - 仙台観光アンバサダー（親善大使）の初代大使を委嘱された（任期：2年）[81][82]。
- 2012年
  - 9月10日 - 賛辞の盾（仙台市）[83]
  - 9月22日 - 杉並区スポーツ栄誉賞
  - 10月4日 - 宮城県特別表彰[84]
- 2013年4月17日 - 仙台観光アンバサダーを再委嘱された（任期：2年）[85]
- 2014年 - 第43回ベストドレッサー賞（スポーツ部門）[86]
- 2016年 - 第3回Yahoo!検索大賞 パーソンカテゴリ アスリート部門賞[87]
- 2017年 - 第28回日本ジュエリーベストドレッサー賞 特別賞[88]
- 2017年 - BLOG of the year 2016[89]
- 2018年 - 報知プロスポーツ大賞特別功労賞

## 主な出場イベント
2000年4月4日、東京ドームで日本ハムの始球式を務める。
2004年1月、ミキハウスの毎年恒例の新年会に最後の参加をした（ゲストは星野仙一）。同年6月、ミキハウスの五輪壮行会に参加、同年6月6日には新宿で2004年アテネオリンピックの聖火リレーの日本国内での最終ランナーを務めた。同年10月20日、新宿、都庁前で一日警察署長を務める。
2005年2月、中国大使館を表敬訪問、卓球交流を行った。同年3月2日、新潟県中越地震で被災した長岡市立南中学校を慰問、卓球交流。同年4月23日（反日感情が悪化していた時期） - 中国大使館訪問、王毅駐日大使に表敬。同年5月14日 - 映画『KARAOKE-人生紙一重-』（グランプリ製作）の試写会にゲスト出演。同年7月、「中国と日本60年の歩み」写真展（東京）ジャッキー・チェンとともにイベントに呼ばれる。(福原は晴れ着で登場した。同年9月、青森山田高校体育館で、幼稚園生を対象にこてんこてんこと気球イベント。同年9月19日、愛・地球博の上海ウイークのイベントに出場した。同年11月20日、青森市でスペシャルオリンピックスのトーチランの伴走者を務めた。
2006年3月31日、北京市で行われた日中卓球交流50周年記念イベントに参加、同年10月11日、外国特派員協会の昼食に招かれインタビューに応じた。同年10月12日、全国旅館生活衛生同業組合連合会（全旅連）の「お宿親善大使」に選ばれた
2007年5月、糖尿病対策の会見「グリコヘモグロビン認知向上運動」に出演。
2008年3月24日、谷村新司、コシノジュンコとともに、上海万博のイメージ大使に選ばれた。2010年7月19日、上海万博の日本のPR大使として見学中に突然、気分が悪くなって倒れ、1時間余り休憩した後、貧血だったと話した。
2012年9月22日、杉並警察署の一日警察署長を務めた。同年10月4日、日本製紙クリネックススタジアム宮城の楽天イーグルス対埼玉西武ライオンズ戦で始球式を務めた。
2016年9月10日、新宿警察署の一日警察署長を務めた。

## テレビ出演

### テレビ番組
- 愛が見えた!泣き虫愛ちゃん14年の挑戦（2003年3月2日、フジテレビ） - 特別番組。福原を幼少から成長を追って取り上げたドキュメント。司会は安藤優子。視聴率は14.3%。
- スポーツ大陸（2005年9月3日、NHK-BS1・BShi） - ドキュメンタリー番組。同日放送回において、超級を中心に取り上げた。NHK総合でも再放送。
- アンテナ22 もう泣かないヨ…卓球愛ちゃん 素顔の17歳（2006年1月16日、日本テレビ）
- 新春スペシャル対談 未来に架ける橋（2007年1月3日、NHK-BS1） - 谷村新司との100分に渡る対談番組[102]。
- とっさの中国語（2007年4月 - 9月、NHK教育） - 2005年12月26日・2006年1月9日の2度にわたり同局で放送された『中国語会話』においてインタビューを受けたことなどがきっかけで、NHKの語学番組出演に関心を持つようになり、出演依頼を快諾した[103]。番組では、共演者の盧思が「ネイティブ並み」と評する発音[103] で、その日のフレーズを紹介する役割を担う。毎週5分という短さであるが、福原にとって初めてのレギュラー番組である。福原の出演部分は時間的都合を考え、全25回分まとめ撮りされた[103]。
- The Moments-北京へと続く瞬間-（2008年5月6日、日本テレビ）- 櫻井翔さんとの対談[104]
- スポーツ大陸  北京で笑顔～卓球・福原愛～（2008年9月6日、NHK BS1）[105]
- 密着ドキュメント！日本女子卓球の世界 卓球乙女 ～金メダル最有力競技・ロンドン五輪への道～（2009年3月21日、BS朝日）[106]
- アスリート感動劇場 1億の心に響く物語 卓球・福原愛～“天才子役”としての苦悩を乗り越えて（2010年2月10日、テレビ東京）[107]
- 卓球人生20周年の節目に誓う 福原愛ロンドンへの挑戦（2012年5月12日、テレビ東京）[108]
- NHKスペシャル 愛と佳純～卓球女子・メダルに挑む～（2012年7月23日、NHK）[109]
- 徹子の部屋
  - （2012年12月26日、テレビ朝日）[110]
  - 春の最強夢トークスペシャル（2017年4月12日、テレビ朝日）※江宏傑と夫婦で出演[111]
  - （2021年2月18日、テレビ朝日）[112]
- ザ・ドキュメンタリー 福原愛（2013年3月2日、テレビ東京）[113]
- ソロモン流（2014年8月10日、テレビ東京）[114]
- 卓球女子 アジア大会日本代表 福原愛 〜22年目の再スタート〜（2014年8月16日、TBS）[115]
- 新春トップアスリート頂上決戦！“SHOW GUTS スポーツ2014”（2014年12月30日、テレビ東京）[116]
- アスリートの輝石（2016年7月10日、BS日テレ）[117]
- SPORTSウォッチャー 祝メダル！福原愛が緊急生出演…涙の全て語ります（2016年8月21日、テレビ東京）[118]
- だから君を見つめてきた ～卓球愛ちゃん独占密着24年・ 完結編～（2017年2月10日、フジテレビ）[119]
- インタビュー ここから 「福原愛」（2020年5月5日、NHK）[120]

### バラエティー
- SMAP×SMAP
  - （2009年4月20日、フジテレビ）-  平野美宇選手とともにSMAPと卓球対決[121]
  - （2009年6月15日、フジテレビ）[122]
  - （2010年8月30日、フジテレビ）[123]
  - 2012ビートたけし＆ロンドン五輪メダリストと真っ向勝負スペシャル!!（2012年10月1日、フジテレビ）※平野早矢香と共に出演[124]
- めざせ！ロンドン金メダル アスリートのVメシ！いただきツアー（2012年3月4日、BSフジ）[125]
- さんまのまんま 秋のさんまは脂がノッてますよSP（2012年9月26日、フジテレビ）[126]
- おしゃれイズム（2012年9月30日、日本テレビ）[124]
- 恒例 元日はTOKIO×嵐 3分間で奇跡を起こせ ウルトラマンDASH（2013年1月1日、日本テレビ）[127]
- 中居正広の8番勝負！なでしこ＆プロ野球メダリストと厄年中居が真剣勝負（2013年12月28日、日本テレビ）[128]
- とんねるずのスポーツ王は俺だ!! 15回記念5時間スペシャル（2014年1月2日、テレビ朝日）[129]
- 石橋貴明のスポーツ伝説…光と影 福原愛の光と影（2014年9月17日、TBS）[130]
- 中居正広の6番勝負（2015年12月19日、日本テレビ）[131]
- 中居正広の3番勝負（2022年3月23日、日本テレビ）[132]

### テレビアニメ
- こてんこてんこ（2006年1月、テレビ東京） - 妖精アイちゃん役として、声の出演。

### CM・広告
- ハドソン[14]
- 日清オイリオ - 2007年4月より放送。また、福原の栄養サポートも行っている。
- 全日空 - 福原が中国の瀋陽で実際に好きなものをカメラで撮ってくるという企画があった。1.SL編（自分で石炭も入れた）2.竹筒マッサージ、3.散髪編（自分で他人の散髪にも挑戦）、4.卓球練習場、の4種類が放送された。
  - 『福原愛＠瀋陽』[133]
    - 『SL篇』
    - 『竹筒マッサージ篇』
    - 『体育学院篇』
    - 『散髪篇』

  - 企業CM
    - 『ひまわり篇』

  - LIVE/中国線就航20周年/ANA
    - 『卓球編』 （2007年3月 - ）
- 全日空2017年 旅割（ゴールデンウィーク）[134]
- 三井生命（現・大樹生命）
- 日本コカ・コーラ「アクエリアス」
- Yahoo!BB
- グランプリ
- トヨタ自動車
- 佐川急便
- グンゼ
- 永谷園「すし太郎」 - 和田アキ子と共演
- クラシエホールディングス（2016年1月 - 終了） - クラシエグループ・コーポレートキャラクター[135][136]
  - クラシエホームプロダクツ「ナイーブピュア」
  - クラシエ薬品「クラシエの漢方 かぜシリーズ」など
- アサヒスーパードライ（2016年） - 江宏傑と夫婦共演[137]
- アース製薬「サラテクト」（2018年） - 江宏傑と夫婦共演[138]

### アテネ五輪の試合放送
アテネ五輪初戦当日、福原の試合は20時頃から始まったが当初生中継はされていなかった。しかしテレビ東京は競泳の録画放送から彼女が2ゲーム取られピンチの状態から生中継を開始した。30分程度の放送がされ試合途中で番組は終了した。この試合ではフルゲームの末、逆転勝利した。
同日、NHK-BS1とNHK総合は23時頃から、TBSは0時頃から録画放送を開始。その3局は他局と時間がかぶっているにもかかわらず、ノーカットで試合放送した。次の3回戦はNHK、TBSが生放送をした（19:30-）。NHKだけで平均視聴率は20.1%、勝利した瞬間の最高視聴率は31.9%という高視聴率をマークした（関東地区、ビデオリサーチ調べ）。NHKが「卓球の愛ちゃん人気の高さには驚きました」と話したように、この数字は各局に少なからぬ衝撃を与えた。
最終試合となった3試合目、4回戦は開始が0時頃だったが、これはフジが生放送。2戦目に比べ数字の取りにくい時間帯だったが、これも高視聴率をマーク。福原が敗れた瞬間の最高視聴率は22.7%（フジ:19日0時34分）。
2004年にマクロミルが調査した「アテネオリンピックで注目・期待する選手」についてのアンケートで北島康介と谷亮子に次いで3位となった。福原はメダルを取れなかったが、マスコミは他のメダリストとともに福原を番組に呼んでインタビューを繰り返した。
アテネ五輪で初めて福原の試合を見たという人が多く、その人たちには福原が出す「サーッ!」という声をはじめて聞くことになり、小さい頃は泣きながら卓球をやっていた少女が、あんなに元気よく声を出していることに感銘を受けた人も多かった。各局のインタビューでは、必ず「サー」の質問がされ、「あれはサーなのか、ターなのか、シャーなのか」という論議がしばらく続いた。『報道ステーション』（テレビ朝日）のインタビューでは「気合いです。何て言ってるのか分からない。」とコメントした。声紋を機械にかけたところ、発音は「ター!」であることが判明した。

## 関連商品
- PS2ゲームソフト『いくぜ!温泉卓球』（2000年12月21日、彩京） - 小学6年の福原愛が対戦相手として登場
- PS2ゲームソフト『福原愛の卓球一直線』（2005年、サクセス） - 高校生の福原愛となって戦う。
- 体感ゲームシリーズ『愛ちゃんに挑戦! エキサイトピンポン』（2006年7月、エポック） - 子供の福原愛と、高校生の福原愛と戦える。ラケットにサインが印刷されている。
- 卓球ラケット「福原愛」（バタフライ）
- 卓球シューズ「WAVE FLORA AI」（ミズノ）
- 卓球練習マシーン「マシンガン愛I、II」（TSP）
- 卓球のレッスンDVDバタフライより発売されている。
- 中国の卓球選手ばかりが歌うラップ曲「乒乒乓乓 天下无敌」に参加（2005年・2006年）
- 2006年度福原愛カレンダー（2005年12月、ANA）
- ロッテ「LOTTE LOTTERY チャンピオンズキャンペーン」チャンピオンフィギュ・福原愛Ver.（2006年） - キャンペーン懸賞として2頭身フィギュア作成

### 関連書籍・出版物
- 卓球レポート（1994年 - ）
- 小学一年生（1995年4月 - 1996年3月、小学館） - 表紙
- 卓球王国（1996年 - ） - 創刊号以来何度も表紙を飾り、インタビューも数多く取り上げられた。月刊福原愛という1Pの記事があり、名称は何度か変わったが、小学生の頃から続いている企画がある。
- 愛ちゃんのあ。（1997年10月、福原の母の著、リイド社）
- AERA（2003年5月12日、朝日新聞出版） - 表紙
- 福原愛物語（2004年8月4日、少年サンデーで漫画化、あおやぎ孝夫作）
- 愛は天才じゃない - 母が語る福原家の子育てって?（2005年1月、生島淳著、三起商行） - 母のインタビュー本
- 福原愛写真集「LOVE ALL」（2005年3月、卓球王国）
- 「世界卓球」（2005年8月） - 中国の卓球雑誌。表紙や本編などで大きく取り上げられた。
- スポーツのニューヒロイン〈2〉福原愛物語（2005年11月、本郷陽二著、汐文社） - 子供向け